# Douglas Hurd, baron Hurd af Westwell
Douglas Richard Hurd, baron Hurd af Westwell CH CBE PC (født 8. marts 1930 i Marlborough, Wiltshire, England) er en britisk konservativ politiker, der har været minister i Margaret Thatchers og John Majors regeringer. Han har blandt andet været indenrigsminister og udenrigsminister. 

## Medlem af Parlamentet

### Medlem af Underhuset
I 1974–1997 var Douglas Hurd medlem af Underhuset for Oxfordshire. Fra 1974 til 1983 repræsenterede han Mid Oxfordshire. Efter en omlægning af valgkredsene kom han til at repræsentere Witney-kredsen frem til 1997. Fra 2001 er den senere premierminister David Cameron valgt i Witney-kredsen.

### Medlem af Overhuset
I 1997 fik Douglas Hurd titlen baron Hurd af Westwell, og han blev medlem af Overhuset.

## Poster som minister

### Europaminister
I 1979–1983 var Douglas Hurd Storbritanniens første Europaminister.

### Minister for Nordirland
Douglas Hurd var minister for Nordirland i 1984–1985.

### Indenrigsminister
Douglas Hurd var indenrigsminister i 1985–1989. 

### Udenrigsminister
Douglas Hurd var udenrigsminister i 1989–1995. 